# Eusyllis longicirrata
Eusyllis longicirrata är en ringmaskart som beskrevs av Imajima 1966. Eusyllis longicirrata ingår i släktet Eusyllis och familjen Syllidae. Inga underarter finns listade i Catalogue of Life.